# Norme française
Ne doit pas être confondu avec Marque NF.
Une norme est un texte de référence élaboré par un groupe de travail normalement constitué des parties intéressées (par exemple, fabricants, distributeurs, mais aussi consommateurs).

## Nomenclature
- L étant une lettre représentant la classe ;
- C étant un chiffre.

Certaines de ces normes peuvent avoir un second identifiant (qui devient alors préférable à l'identifiant français alors utilisé seulement comme indice de classement et de recherche parmi toutes les normes nationales ou internationales approuvées en France) quand elles sont reprises en tant que normes internationales ou quand elles sont conçues en collaboration avec des organismes de normalisation internationaux. Ainsi,
- les normes européennes éditées par l'AFNOR sont de la forme : NF EN CC...  ;
- les internationales éditées par l'AFNOR : NF ISO CC...  ;
- les internationales reprises dans la collection européenne : NF EN ISO CC...  ;
- où CC... est de longueur variable, avec une possibilité d'indice, et de format comparable à celui utilisé par l'organisme international correspondant.

Quand une norme française est à l'état d’ébauche et de discussion préparatoire, un préfixe PR précède le préfixe NF. Le document associé a une durée de validité limitée et ne constitue pas encore une recommandation, il peut aussi subir des changements importants jusqu'à sa parution ou peut finalement ne jamais aboutir en tant que norme si aucun consensus ne parvient à réunir assez de votants pour l'approuver, ou bien il peut ne retenir qu'une partie des éléments, et reprendre le reste dans des normes préparées et discutées séparément, notamment si ces parties entrent dans le champ de normes internationales.
Aujourd'hui les nouvelles normes purement NF sont devenues très rares (sauf celles préparées en collaboration avec des syndicats et groupements professionnels français et applicables uniquement en France en raison du cadre législatif spécifique qui définit certaines activités), la grande majorité sont des normes NF EN (européennes), les autres sont des normes NF EN ISO (internationales).